# AeroDreams
AeroDreams S.A. est un sous-traitant de la défense basé à Buenos Aires, en Argentine. Elle travaille depuis 2001 au développement de véhicules aériens sans pilote (UAV), à des fins militaires et non militaires. Le PDG de l'entreprise est Raúl Fernández.
L'entreprise a développé et fabriqué l'hélicoptère Chi-7.
Le projet Strix destiné à la Force aérienne argentine (Fuerza Aérea Argentina, FAA) a été développé par cette entreprise.

## Liste des aéronefs
Plusieurs des modèles listés ci-dessous sont (ou ont été) fabriqués en plusieurs variantes :
- AeroDreams Chi-7[6]
- AeroDreams Strix[7]
- AeroDreams Petrel
- AeroDreams Ñancú
- AeroDreams ADS-401
- Guardian[8],[9],[10].